# Escamotage d'une dame au théâtre Robert Houdin
Escamotage d'une dame au théâtre Robert Houdin (bra: O Desaparecimento de uma Dama no Teatro Robert Houdin) é um filme mudo em preto e branco de 1896 dirigido e ator por Georges Méliès e estrelada por Jeanne d'Alcy. A produção de apenas 75 segundos é considerada como um filme de terror. Foi o primeiro filme a mostrar um truque de ilusionismo.

## Elenco
- Georges Méliès como Mágico
- Jeanne d'Alcy como Mulher